# Medaille für die Freiwilligen des Feldzuges in Spanien (Italien)

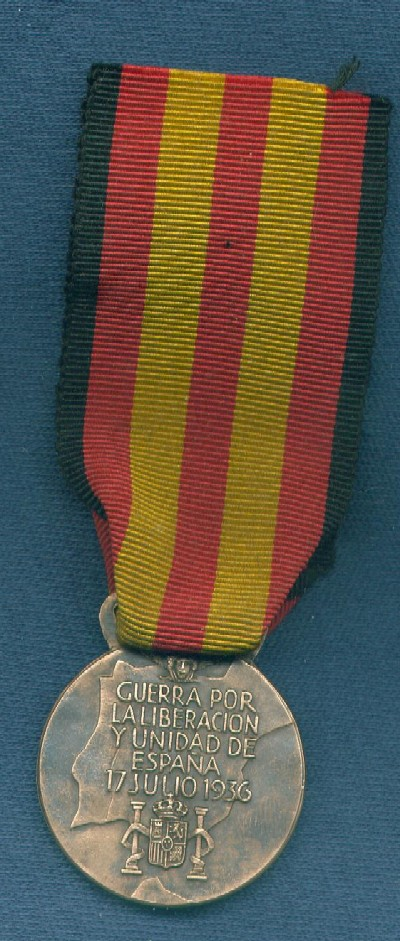
Revers

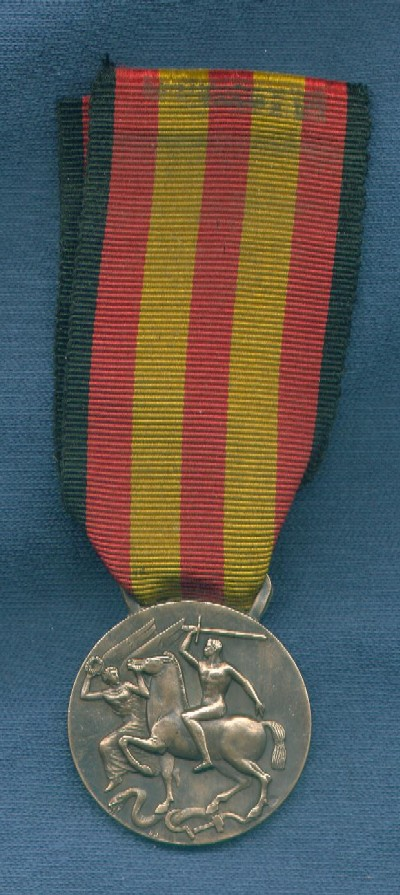
Avers

Die Medaille für die Freiwilligen des Feldzuges in Spanien (it. Medaglia commemorativa della campagna di Spagna) war eine Auszeichnung des Königreiches Italien, welche am 6. Juni 1940 durch Viktor Emanuel III. per Dekret 1244/40 in einer Stufe gestiftet wurde. Sie war das Pendant zum deutschen Spanienkreuz und konnte an alle italienischen Angehörigen des Corpo Truppe Volontarie verliehen werden. Voraussetzung für die Verleihung war eine mindestens dreimonatige Dienstzeit auf Seiten der Spanischen Nationalisten unter Francisco Franco sowie ferner für militärische Tapferkeit vor dem Feind, Verwundung und Verdienste in der Truppenführung.

## Aussehen
Die bronzene Medaille, welche mit einer Urkunde verliehen wurde, besitzt einen Durchmesser von 33 mm und zeigt auf ihrem Avers mittig einen nackten Reiter auf einem Pferd, der in seiner rechten Hand ein Schwert hält. Geführt wird das Pferd dabei von der römischen Siegesgöttin Victoria. Unter den Beinen des Pferdes windet sich eine Schlange, die zusammen mit Hammer und Sichel den Kommunismus symbolisieren. Das Revers der Medaille zeigt die geografische Darstellung der Iberischen Halbinsel sowie die Spitze von Gibraltar. Zwischen einem erhaben geprägten Löwenkopf (oben) und dem spanischen Wappen (unten) ist die spanische Inschrift GUERRA POR / LA LIBERACION / Y UNIDAD DE / ESPANA / 17 JULIO 1936 (Krieg um die Befreiung und Einheit Spaniens) zu lesen. Das Datum steht dabei für den Beginn des Spanischen Bürgerkrieges.

## Trageweise
Getragen wurde die Medaille über der linken oberen Brusttasche des Beliehenen an einem 37 mm breiten Band, das abwechselnd schwarz (3 mm) – rot (6 mm) – gelb (6,5 mm) – rot (6 mm) – gelb (6,5 mm) – rot (6 mm) – schwarz (3 mm) gehalten ist. Die dazugehörige Bandschnalle ist von gleicher Beschaffenheit.